# Cadwallon ap Cadfan
Cadwallon ap Cadfan (muerto 634) fue rey de Gwynedd (en la actual Gales) desde el año 625, aproximadamente, hasta su muerte en combate. Hijo y sucesor de Cadfan ap Iago, se le recuerda principalmente por ser el rey britano que derrotó al rey anglo Edwin de Northumbria. Posteriormente luchó y murió en la batalla contra su sucesor, Oswaldo de Bernicia.
El historiador Beda, escribiendo un siglo después de la muerte de Cadwallon, menciona que el poderoso reino de Edwin se extendía hasta las islas de Man y Anglesey Los Annales Cambriae indican que Cadwallon fue sitiado en Glannauc (o Isla Puffin), una pequeña isla el este de Anglesey, en el año 629. El legado poético galés también se refiere a Cadwallon como un líder heroico y a su lucha contra Edwin. Relata una batalla en Digoll (Long Mountain) y que Cadwallon pasó un tiempo en Irlanda antes de su regreso a Britania para derrotar a Edwin.
Según Geoffrey de Monmouth, en su Historia Regum Britanniae, Cadwallon fue a Irlanda y posteriormente a la isla de Guernsey. Desde aquí condujo un ejército hasta Dumnonia, que venció a Penda de Mercia en Exeter, y le forzó a formar una alianza. Geoffrey también menciona el hecho de que Cadwallon se casó con una hermanastra de Penda. De esta unión nacería su hijo, Cadwalar "Fendigaid" ap Cadwallon.
Penda y Cadwallon lucharon contra Northumbria y en la Batalla de Hatfield Chase, el 12 de octubre de 633, vencieron y mataron a Edwin y su hijo Osfrith u Osfrido. Como resultado, el reino de Northumbria se sumió en el caos, quedando dividido en los reinos de Deira y Bernicia, pero la guerra continuó; de acuerdo con la Crónica Anglosajona, "Cadwallon y Penda marcharon sobre todas las tierras de Northumbria". Según Beda, Cadwallon fue cercado por el nuevo rey de Deira, Osric, "en una ciudad fuerte"; Cadwallon, en cambio, "rompió el cerco repentinamente y, por sorpresa, logró vencer y destruir a Osric y su ejército". Tras ello, de acuerdo con Beda, Cadwallon gobernó sobre "las provincias de Northumbria" durante un año, "no como un rey victorioso, sino como un tirano voraz y sanguinario." Además, Beda nos dice que Cadwallon, "aunque se consideraba a sí mismo cristiano, fue tan bárbaro en sus disposiciones y comportamiento que no respetó ni a las mujeres ni la inocencia de los niños, a los que sometió con una crueldad salvaje a muertes horribles, devastó el país durante largo tiempo y se dispuso a exterminar la raza de los anglos dentro de los límites de Britania."
El nuevo rey de Bernicia, Eanfrith o Eanfrido, fue también asesinado por Cadwallon cuando acudió a su encuentro para negociar la paz.
Cadwallon fue finalmente derrotado y asesinado por el hermano de este, Oswaldo de Bernicia, o de Northumbria, en la Batalla de Heavenfield. Murió en un lugar llamado "Denis' brook".